# Linia kolejowa Hrušovany u Brna – Židlochovice
Linia kolejowa Hrušovany u Brna – Židlochovice – jednotorowa, niezelektryfikowana linia kolejowa o znaczeniu regionalnym w Czechach. Łączy Hrušovany u Brna z Židlochovicami. Przebiega w całości przez terytorium Kraju południowomorawskim.